# أوتو لانغ (أستاذ جامعي)
أوتو لانغ  (و. 1906 – 1984 م) هو أستاذ جامعي، وممثل مسرحي، وممثل أفلام من ألمانيا الشرقية، ولد في فرانكفورت، كان عضوًا في الحزب النازي، توفي عن عمر يناهز 78 عاماً.

## جوائز
حصل على جوائز منها:

وسام الاستحقاق الوطني الفضي

## وصلات خارجية
- أوتو لانغ على موقع IMDb (الإنجليزية)
- أوتو لانغ على موقع كينوبويسك (الروسية)

- أوتو لانغ في قاعدة بيانات الأفلام على الإنترنت